# Polifem
Polifem (grško Πολύφημος, Polúphêmos) je v grški mitologiji Kiklop, Pozejdonov in Tozin sin. Polifem je bil tudi eden od Argonavtov, Elatov in Hipejin sin, pomagal je Herakleju iskati Hila. V Ilijadi Nestor med najmočnejšimi junaki omenja »bogu podobnega Polifema«.

## Mitologija

### Odiseja
Po Homerju, je Odisej s svojimi tovariši prišel na ozemlje Kiklopov ter naletel na veliko votlino. Vstopili so vanjo in naredili pojedino, ker so našli najrazličnejšo hrano. Niso vedeli da je votlina dom Kiklopa Polifema, enookega velikana, ki se bo kmalu vrnil. Polifem jih je zajel v votlini tako, da je blokiral izhod z velikim kamnom, ki ga smrtniki niso mogli premakniti. Vsak dan je pojedel par moških, a si je Odisej hitro izmislil kako bo pobegnil.
Odisej mu je dal popiti nerazredčeno vino. Ko ga je Polifem vprašal kako se imenuje, mu je Odisej odgovoril - Nihče. Da bi se mu zahvalil za vino, je Polifem rekel da ga bo zadnjega pojedel. Ko je velikan pijan zaspal, so Odisej in njegovi ljudje spremenili bor v veliko kopje, ki so ga pripravili medtem ko je Polifem zunaj čuval svojo čredo in ga oslepili. Polifem je stokal in prosil za pomoč, ostali Kiklopi so ga slišali in vprašali kdo ga je oslepil. Odvrnil jim je - Nihče. Kiklopi so odšli misleč, da je znorel ali je žrtev bogov.
Zjutraj je Polifem odmaknil kamen z vhoda da bi izpustil ovce na pašo. Ker je bil slep, ni mogel videti Odiseja in njegovih mož, a je potipal vrhove ovc, da jih slučajno ne bi zajahali. Oni so se privezali pod ovce in tako pobegnili in skočili na svoje ladje.
Ko so se oddaljili je Odisej Polifemu zaklical svoje ime in zmagoslavno zavriskal. Besen je Polifem vrgel ogromno skalo nanje, a je zgrešil, ker jih ni mogel videti. Potem se je potožil svojemu očetu Pozejdonu, naj ne dopusti Odiseju da se vrne v rodno Itako ali da samo on pride v tuji ladji in da mu celotna posadka umre.

### Eneida
Po Vergiliju, so se Trojanci srečali z Grkom Ahemenidom, članom Odisejeve družine, ki je bil slučajno zapuščen na Kiklopovem otoku, ko so pobegnili Polifemu. Prosil je Trojance naj ga vzamejo s sabo ali ga ubijejo, ker je to boljša usoda kot da ostane sam z množico drugih Kiklopov. Potem so se pojavili Polifem in ostali Kiklopi in so Trojanci pobegnili skupaj s Ahemenidom.

### Metamorfoze
Po Ovidiju, je bila Galateja morska nimfa Nereida (hči morskega boga Nereja), v katero se je zaljubil sicilski Kiklop Polifem, sin boga Pozejdona. Vendar je bila ona zaljubljena v sicilskega pastirja Akisa. Ljubosumni Polifem ga je v besu ubil s skalo, nakar je Galateja njegovo kri spremenila v izvir, njega samega pa v boga istoimenske reke na Siciliji.
Druga različica mita govori, da je Polifem na njiju poslal krdelo konj, zaradi katerih topotanja se je stresla Zemlja in razburkalo morje. Prestrašeni Akid in Galateja sta se vrgla v morje in se spremenila v ribe in se s tem rešila na varno. Da se ne bi izgubila, sta se povezala z dolgo vrvjo. Ko so videli njuno neizmerno ljubezen, je bilo bogovom žal in so ju spremenili v ozvezdje na nebu - Ribi.
Zgodba o Akisu in Galateji je bila priljubljen motiv v pesništvu (Teokrit, Vergilij, Ovidij in v slikarstvu, kjer so motiv upodobili Rafael, Annibale Carraci, Claude Lorrain in Poussin.